# Josef Zoppoth
Josef Zoppoth (* 21. November 1977) ist ein österreichischer Politiker (SPÖ) und Bediensteter der Arbeiterkammer Kärnten. Er war von 2013 bis 2018 Abgeordneter des Kärntner Landtags, war von 2009 bis 2020 Vizebürgermeister und ist seit Mai 2020 Bürgermeister der Marktgemeinde Kötschach-Mauthen.

## Ausbildung und Beruf
Zoppoth besuchte zwischen 1984 und 1992 die Volksschule und die Hauptschule in seiner Heimatgemeinde Kötschach-Mauthen und absolvierte danach zwischen 1992 und 1997 das Bundesoberstufenrealgymnasium in Hermagor. Nach der Matura leistete er zwischen 1997 und 1998 den Präsenzdienst ab und besuchte danach von 1998 bis 2002 den Fachhochschulstudiengang „Kommunales Management“ der Fachhochschule Kärnten in Spittal an der Drau. Zoppoth schloss den Lehrgang mit dem akademischen Grad „Mag.(FH)“ ab. Nach dem Ende seines Fachhochschulstudiums war Zoppoth 2003 Vertragsbediensteter am Magistrat Villach, bevor er zwischen 2003 und 2006 als Geschäftsführer des SPÖ-Gemeinderatsklubs Villach arbeitete. Er war im Anschluss von 2006 bis 2008 erneut Vertragsbediensteter beim Magistrat Villach und wirkte danach von 2008 bis 2009 als SPÖ Bezirksgeschäftsführer von Hermagor. Seit 2009 ist er Rechtsberater bei der AK-Kärnten im Servicecenter Hermagor.

## Politik und Funktionen
Zoppoth wurde 2003 zum Gemeinderat der Marktgemeinde Kötschach-Mauthen gewählt. Ab April 2009 wirkte er in der Gemeinde als 2. Vizebürgermeister und ab 2015 als 1. Vizebürgermeister. Bei der Landtagswahl 2013 kandidierte Zoppoth auf dem fünften Listenplatz der SPÖ Kärnten bzw. auf dem dritten Listenplatz im Wahlkreis Kärnten West. Er wurde in der Folge am 28. März 2013 als Landtagsabgeordneter angelobt und wurde Mitglied des Ausschusses für Wirtschaft, Gewerbe, Tourismus, Land- und Forstwirtschaft, Kunst und Kultur sowie Mitglied des Ausschusses für Infrastruktur, Straßenbau und Verkehrsrecht. Bei den Kärntner Landtagswahlen 2018 trat er nicht mehr zur Wahl an. Zoppoth war des Weiteren bis 2019 Bezirksobmann der SPÖ Hermagor, Ortsparteiobmann in Kötschach-Mauthen und Mitglied des Landesparteivorstandes der SPÖ Kärnten. Seit Mai 2020 ist Josef Zoppoth Bürgermeister der Marktgemeinde Kötschach-Mauthen. Ehrenamtliche Funktionen: Obmann des interkommunalen Kulturvereins ViaIuliaAugusta, Geschäftsführer des Hallen- und Freibades Aquarena Kötschach-Mauthen. Im Oktober 2020 folgte ihm Christina Patterer als Vorsitzende der SPÖ Kötschach-Mauthen nach.